# المصالحة المسيحية اليهودية
يشير مصطلح المصالحة المسيحية اليهودية إلى الجهود التي تبذل لتحسين التفاهم والقبول من قبل المسيحيين تجاه الشعب اليهودي والديانة اليهودية والقضاء على معاداة السامية ومعاداة اليهودية بين المسيحيين. وقد أحرز تقدم كبير في المصالحة في السنوات الأخيرة، ولا سيما من قبل الكنيسة الكاثوليكية، ومن قبل الجماعات المسيحية الأخرى أيضًا.
وجهت الكنيسة الكاثوليكية في القرن العشرين اعتذارًا عن مآسي اليهود التي حصلت بسببها أو «بسبب تقصيرها في حمايتهم»، ثم تكاثرت التصريحات، على سبيل المثال تصريح يوحنا بولس الثاني عام 1986، الذي يعتبر جزءًا من التعليم المسيحي للكنيسة الكاثوليكية: «بالنسبة إلينا، ليست الديانة اليهودية ديانة خارجية، بل إنها تنتمي إلى قلب ديانتنا، وعلاقتنا بالديانة اليهودية مختلفة عن علاقتنا بأي دين آخر. أنتم إخوتنا الأحباء ونستطيع القول ما معناه، أنتم إخوتنا الكبار».

## خلفية
العلاقة بين الديانة اليهودية والمسيحية معقدة ومتشعبة، فالمسيحية نشأت وأخذت مفاهيمها الأولية من بيئة يهودية صرفة؛ أما عن العلاقة الإنسانية بين الطرفين فقد اتسمت بالتقلب: بدأت مع اضطهاد اليهود للمسيحيين منذ أيام يسوع،يوحنا 22/9] ودورهم في صلبه،لوقا 2/22] ثم يذكر سفر أعمال الرسل اضطهاد اليهود للمسيحيين،أعمال 1/8-3] ولاحقًا قام ذو نواس اليهودي بقتل مئات الألوف من المسيحيين في اليمن حسب بعض الباحثين، لكنه وبدءًا من القرن الرابع أخذت المسيحية باضطهاد اليهودية، فطرد اليهود أولاً من الإسكندرية وعاشوا خلال الإمبراطورية البيزنطية خارج المدن الكبرى، وفرض عليهم بدءًا من القرن الحادي عشر التخصص بمهن معينة؛ ثم صدر عام 1492 مرسوم طردهم من إسبانيا في حال عدم اعتناقهم المسيحية، الأمر الذي كان فاتحة طرد اليهود من أوروبا برمتها: فطردوا من فيينا سنة 1441 وبافاريا 1442 وبروجيا 1485 وميلانو 1489 ومن توسكانا 1494، وأخذوا يتجهون نحو بولندا وروسيا والإمبراطورية العثمانية، ورغم تحسن أوضاع اليهود مع استقلال هولندا الليبرالية وقيام الثورة الفرنسية لكن القرن الثامن عشر حمل الكثير من معاداة السامية لليهود، ولا يمكن تحميل السلطات المسيحية أو الكنيسة مسؤولية جميع هذه المجازر، بيد أنها تقع على عاتق الحكومات والدول المسيحية.
تبنت جمهورية هولندا إثر استقلالها عن إسبانيا، المذهب البروتستانتي الكالفيني كمذهب رسمي وتبنت نظامًا ليبراليًا ما جعلها بنوع خاص موئلاً لمختلف الأقليات المضطهدة خصوصًا اليهود. وأخذت العلاقة تتحسن بين اليهود والطوائف البروتستانتية في القرن التاسع عشر ومن ثم القرن العشرين وتوّج هذا التحسن بنشوء الصهيونية المسيحية في الولايات المتحدة الأمريكية ودعمهما لقيام إسرائيل لأسباب دينية؛ وتباعًا خلال عقد 1980 تنكرت الكنائس اللوثرية من تصريحات مارتن لوثر حول اليهود، ورفضوا استخدامها للتحريض ضد اليهود أو ضد اللوثرية بأي شكل من الأشكال.
غير أن علاقات اليهود مع الكنيسة الكاثوليكية لم تتحسن حتى عهد البابا بولس السادس الذي برئ اليهود من تهمة لاحقتهم طويلاً وهي قتل يسوع صلبًا، وقد جاءت التبرئة استنادًا إلى إنجيل لوقا 48/23 وغيره من المواضع، وجاء المجمع الفاتيكاني الثاني ليؤكد ما ذهب إليه البابا وطالب بعلاقات طبيعية مع اليهود:
| المصالحة المسيحية اليهودية                                                 | وإن تكن سلطات اليهود وأتباعها هي التي حرضت على قتل المسيح، لا يمكن مع ذلك أن يعزى ما اقترف أثناء آلامه إلى كل اليهود اللذين كانوا يعيشون آنذاك دونما تمييز ولا إلى يهود اليوم. إن المسيح بمحبته الفائقة قدّم ذاته طوعًا للآلام والموت بسبب خطايا جميع الناس لكي يحصلوا جميعًا على الخلاص، وهذا ما تمسكت به الكنيسة ولا تزال. | المصالحة المسيحية اليهودية |
| — المجمع الفاتيكاني الثاني، بيان في علاقات الكنيسة مع الأديان غير المسيحية | |                            |

غير أن هذه الدعوات لن تدخل حيّز التطبيق إلا عقب عام 1993 إذ تمّ تبادل التمثيل الديبلوماسي بين الفاتيكان وإسرائيل، تلاها زيارة البابا يوحنا بولس الثاني إلى القدس سنة 2000؛ ورغم هذا التحسن فلا تزال بعض الخلافات قائمة في العلاقات بين الكنيسة الكاثوليكية وإسرائيل حول ملكية بعض المقدسات المسيحية، وبعض النصوص الطقسية التي تقرأ عادة في أسبوع الآلام تصف اليهود بأوصاف مشبوهة.
أما في ما يخص الكنيسة الأرثوذكسية؛ فتاريخيًا كانت العلاقة بين الكنيسة الأرثوذكسية الشرقية واليهودية كانت جيدة بالمقارنة مع غير الطوائف المسيحية الأخرى، وبينما تقف الكنيسة الأرثوذكسية في الشرق بشدة ضد أي تحسن في العلاقات مع اليهود على خلفية الصراع العربي الإسرائيلي، أخذت مواقف هذه الكنيسة في الغرب وأوروبا الشرقية بالانفتاح. علمًا بأن معظم المسيحيين، يرفضون تحميل اليهود مسؤولية دم المسيح.

## المصالحة في الكنيسة الكاثوليكية

### خلال حبرية البابا بولس السادس
في 28 أكتوبر 1965 أذاع البابا بولس السادس وثيقة المجمع الفاتيكاني الثاني بعنوان «في علاقات الكنيسة مع الديانات غير المسيحية» وتطرقت إلى اليهودية واعتبرت الأكثر إيجابية وانفتاحًا في تاريخ علاقات الكنيسة الكاثوليكية مع الديانة اليهودية الذين أشار إليهم المجمع الفاتيكاني الثاني بأنهم يتقاسمون مع المسيحيين «تراثًا مشتركًا حضاريًا وساميًا» ممثلاً بالعهد القديم، كما أقرّ ما نسب لهم من تحمل مسؤولية «دم المسيح» وذلك استنادًا إلى جملة تفاسير لاهوتية وتاريخية لنصوص الكتاب المقدس، فضلاً عن عدم الدمج بين اليهود بأسرهم ومجلس حكماء اليهود والفريسيون عمومًا الذين لعبوا الدور البارز في محاكمة يسوع وفق نصوص العهد الجديد، كما التقى البابا حاخام روما الأكبر وزار إسرائيل غير أنه رفض الاعتراف بها.

### خلال حبرية البابا يوحنا بولس الثاني
في عام 1979 زار البابا يوحنا بولس الثاني معتقل أوشفيتز الألماني في بولندا، حيث لاقى العديد من اليهود البولنديين حتفهم خلال الاحتلال النازي لبولندا في الحرب العالمية الثانية. في عام 1998 أصدر البابا منشورًا بابويًا بعنوان «نحن نتذكر: تأملات في المحرقة» أوجزت تفكيره حول المحرقة اليهودية، كما كان أول بابا يقوم بزيارة بابوية رسمية لكنيس عندما زار الكنيسة اليهودي في روما يوم 13 أبريل 1986.
في عام 1994 أقام البابا يوحنا بولس الثاني علاقات رسمية بين الكرسي الرسولي وإسرائيل بعد اتفاقيات أوسلو التي كان من المقرر أن تفضي إلى سلام في الشرق الأوسط، ولهذه المناسبة أقام البابا حفلاً حضره حاخام روما الأكبر ورئيس جمهورية إيطاليا والناجين من المحرقة في جميع أنحاء العالم. خلال زيارته إسرائيل عام 2000 زار البابا نصب ياد فاشيم، وهو النصب التذكاري للمحرقة اليهودية في إسرائيل، كما أنه زار حائط المبكى الذي يعتبر واحدًا من أقدس المواقع في الديانة اليهودية، ووضع هناك - حسب العادات اليهودية - رسالة دعا خلالها للصفح عن الإجراءات التي تمت ضد اليهود. في يناير 2005 أصبح البابا أول حبر أعظم ينال بركة من حاخام أثناء زيارة الحاخام بنيامين بليش للقصر الرسولي.
ومباشرة بعد وفاته، أصدرت جمعية آي.دي.إل اليهودية بيانًا قالت فيه أن البابا يوحنا بولس الثاني قد أحدث ثورة في العلاقات الكاثوليكية اليهودية، وقالت التحسينات التي وقعت خلال ثمانية وعشرين عامًا من باباويته لم تحصل خلال ألفي عام من قبل.

### خلال حبرية البابا فرنسيس
كان للبابا فرنسيس، منذ أن كان رئيسًا للأساقفة، علاقات وثيقة مع اليهود في الأرجنتين، وقد حضر صلوات يهودية في كنيس بيونس آيرس عام 2007 ، حيث قال خلال زيارته "أنا حاج معكم، أيها الإخوة الأكبر" " وهي العبارة التي أطلقها يوحنا بولس الثاني عام 1987 في وصف اليهود. في عام 1994 وبعد تفجير بيونس آيرس الذي استهدف مقر إحدى الجمعيات اليهودية وأفضى إلى مقتل 85 شخصًا، كان البابا أول شخصية عامة توقع على عريضة إدانة الهجوم والدعوة لتحقيق العدالة. العديد من القيادات اليهودية في جميع أنحاء العالم، وليس فقط في الأرجنتين، عبّرت عن شكرها "لمستوى التضامن العالي مع المجتمع اليهودي في الأرجنتين" في أعقاب هذا الهجوم.
كذلك، فقد تعاون البابا فرنسيس خلال رئاسته الأساقفة في بيونس آير مع الرئيس السابق للمؤتمر اليهودي العالمي، إسرائيل سنغر، خلال بداية العام 2000 في توزيع المساعدات لفقراء المجتمع، كجزء من برنامج مشترك بين اليهود والكاثوليك؛ وقد عبّر سنغر عن إعجابه بتواضع برجوليو. وقد شملت خطوات البابا الأخرى العديدة من دعم المجتمع اليهودي، استضافته في كاتدرائية بيونس آيرس الكبرى، للنصب التذكاري ضمن احتفالات ليلة البلور اليهودية التي تعتبر من ذكريات الهولوكست. وكان منأول أعماله، أو كتب رئالسة إلى حاخام روما دعاه فيها لحضور قداس التنصيب الحبري.

## التبشير بين اليهود
تعتبر بعض الجماعات المسيحية تحويل اليهود إلى المسيحية ضرورة حتمية وملحة وأسست جمعيات ومؤسسات تبشيريّة لتحقيق ذلك. ومع ذلك، تعتبر جهود تحويل اليهود إلى المسيحية في بعض الأحيان بأنها معادية للسامية. أعلنت عدد من الطوائف المسيحية التقدميّة علنًا أنهم لن تقوم بالتبشير بين اليهود. في حين أن الكنائس المسيحية المحافظة والكنائس البروتستانتية الخط الرئيسي الأخرى تواصل جهودها لتنصير اليهود، مدعية أن هذا العمل ليس معاديًا للسامية.
نتج عن هذه الجهود التبشيرية جماعات من اليهود المسيحيين وهم يهود عرقيًا وإثنيًّا ممن تحولوا إلى الديانة المسيحية. وهم في الغالب أعضاء في الكنيسة الكاثوليكية والبروتستانتية، وتم استيعابهم ثقافيًا بشكل عام في صلب التيار المسيحي المركزي، على الرغم من أنّ بعض هذه الجماعات المسيحية اليهودية التوفيقية تحتفظ بشعور قوي تجاه هويتها اليهودية أبرزها الكاثوليك العبرانيين (بالعبرية: עִבְרִים קָתוֹלִים)، واليهود المسيانيين (بالعبريّة: יְהוּדִים מָשִׁיחַיים) وهي حركة إنجيلية بروتستانتية تؤكد على العنصر «اليهودي» في الإيمان المسيحي ويتكون أتباعها من اليهود المؤمنين بالمسيح ويعتبر اليهود المسيانيين حركة يهودية عرقيًا مسيحية دينيًا.
تشمل قائمة اليهود المتحولين للمسيحية العديد من الشخصيات التي تركت آثر في التاريخ منهم موسيقيين أمثال فيلكس مندلسون، وغوستاف مالر، وأرنولد شوينبيرج، وفلاسفة أمثال إدموند هوسرل، وإديت شتاين، وسيمون فايل، ومورتيمر أدلر، وسياسيين أمثال بينجامين دزرائيلي وروبرت موسباكر وأدباء وشعراء أمثال راحيل فارنهاجن، وهاينرش هاينه، ولورنزو دابونتي، ورومان ياكوبسون، وعلماء أمثال غوستاف ماغنوس، وجون فون نيومان، وليز مايتنر، وليوبلد كرونكر، ودافيد ريكاردو، وابرام يوفي، وأوتو لوبارش، وأبراهام سموالوفيتش بيسيكوفيتش وحاصلين على جائزة نوبل أمثال بوريس باسترناك، وفريتز هابر،:33 وجرتي كوري، وكارل لاندشتاينر، وماكس بورن، وفولفغانغ باولي، ويوجين ويغنر، ودنيس غابور، ومشاهير أمثال بوب ديلن، وشيا لابوف، وويليام ليفي، ورجال أعمال أمثال جوليوس رويتر، ومارسيل داسو، وبوريس بيريزوفسكي، ولاعبي الشطرنج أمثال لويس راميريز دي لوسينا، وزيغبرت تاراش وغيرهم آخرين.